# Santa Ana (kommun i Mexiko, Sonora, lat 30,51, long -111,12)
Santa Ana är en kommun i Mexiko.   Den ligger i delstaten Sonora, i den nordvästra delen av landet, 1 700 km nordväst om huvudstaden Mexico City.
Följande samhällen finns i Santa Ana:
- Santa Ana